# Самнер (Вашингтон)
Самнер (енгл. Sumner) град је у америчкој савезној држави Вашингтон. По попису становништва из 2010. у њему је живело 9.451 становника.

## Демографија
Према попису становништва из 2010. у граду је живело 9.451 становника, што је 947 (11,1%) становника више него 2000. године.
| Група             | 2000.         | 2010.         |
| Белци             | 7.414 (87,2%) | 7.727 (81,8%) |
| Афроамериканци    | 79 (0,9%)     | 111 (1,2%)    |
| Азијати           | 141 (1,7%)    | 226 (2,4%)    |
| Хиспаноамериканци | 508 (6,0%)    | 955 (10,1%)   |
| Укупно            | 8.504         | 9.451         |